# Tesserato

Projeção de um tesserato em rotação. A estrutura externa e interna não são separadas, mas são projeções da mesma forma em 3D, análogo a como um cubo pode ser projetado como dois quadrados concêntricos em 2D.

Um tesserato (ou tesseracto), também conhecido como tesseract, octácoro regular ou hipercubo de quatro dimensões, é a generalização de um cubo para quatro dimensões espaciais. Formalmente, é um polícoro (um polítopo de quatro dimensões) regular e convexo, sendo um dos seis polícoros regulares. É composto por 8 células cúbicas, 24 faces quadradas, 32 arestas e 16 vértices. Seu polítopo dual é o Hexadecácoro (16-células).
O termo foi cunhado e utilizado pela primeira vez pelo matemático e escritor de ficção científica Charles Howard Hinton em 1888, em sua obra *A New Era of Thought*.

## Construção e Conceito
A forma mais intuitiva de compreender o tesserato é através de uma analogia com dimensões inferiores.
- Um **ponto** (dimensão 0) ao ser movido em uma direção, gera um **segmento de reta** (dimensão 1).
- Um segmento de reta (dimensão 1) ao ser movido em uma direção perpendicular a si mesmo, gera um **quadrado** (dimensão 2).
- Um quadrado (dimensão 2) ao ser movido em uma direção perpendicular ao seu plano, gera um **cubo** (dimensão 3).
- Um cubo (dimensão 3) ao ser movido em uma quarta direção (denominada ana ou kata), perpendicular a todas as três anteriores, gera um **tesserato** (dimensão 4).[3]

Embora seja impossível visualizar diretamente a quarta dimensão espacial, podemos estudar o tesserato através de suas projeções em espaços tridimensionais ou bidimensionais, de forma análoga a como desenhamos um cubo em uma folha de papel.

## Geometria

### Propriedades e Elementos
O tesserato possui as seguintes características, descritas pelo seu símbolo de Schläfli {4,3,3}:
- **16 vértices:** Em cada vértice, encontram-se 4 arestas, 6 faces e 4 células.
- **32 arestas:** Cada aresta conecta dois vértices e é compartilhada por 3 faces e 3 células.
- **24 faces:** Todas são quadrados perfeitos. Cada face é compartilhada por duas células.
- **8 células:** Todas são cubos perfeitos, que constituem as "hiperfaces" do tesserato.

### Coordenadas Cartesianas
Um tesserato com aresta de comprimento 2 e centrado na origem do sistema de coordenadas pode ser descrito pelos 16 vértices com as coordenadas:
$$(\pm 1, \pm 1, \pm 1, \pm 1)$$
Este tesserato é o casco convexo de todos esses pontos. Matematicamente, pode ser definido como o Produto cartesiano de quatro segmentos de reta idênticos: $[-1, 1]^4$.

### Fórmulas
Para um tesserato com comprimento de aresta $a$:
- **Hipervolume (4D):** $V_4 = a^4$
- **Volume de superfície (3D):** $V_3 = 8a^3$
- **Área de superfície (2D):** $A_2 = 24a^2$

### Simetria
O tesserato possui um alto grau de simetria. Seu grupo de simetria é o grupo hiperoctaédrico $B_4$, que possui uma ordem de 384. Este grupo descreve todas as rotações e reflexões que deixam o tesserato inalterado.

## Representações Visuais

### Projeções
A projeção mais comum de um tesserato para o espaço 3D é a projeção em perspectiva. Esta projeção resulta em dois cubos aninhados, um dentro do outro, onde os vértices correspondentes estão conectados por arestas de formato trapezoidal. As arestas que conectam o cubo "interno" e o "externo" representam o movimento na quarta dimensão. Em animações, a rotação do tesserato no espaço 4D causa uma deformação aparente em sua projeção 3D, com as células parecendo entrar e sair umas das outras.

### Planificação

A planificação tridimensional de um tesserato, composta por 8 cubos.

Assim como um cubo pode ser "desdobrado" ou planificado em uma forma 2D composta por seis quadrados, um tesserato pode ser planificado em uma forma 3D composta por seus oito cubos constituintes. A planificação mais famosa é uma arranjada em uma cruz de três dimensões, que foi imortalizada na pintura *Crucificação (Corpus Hypercubus)* de Salvador Dalí.

## Contexto na Geometria
O tesserato é um dos seis polícoros regulares convexos. Os outros cinco são:
- **5-células** (ou Pentácoro, o análogo 4D do tetraedro).
- **16-células** (ou Hexadecácoro, o dual do tesserato).
- **24-células** (ou Icositetrácoro, que é auto-dual).
- **120-células** (o análogo 4D do dodecaedro).
- **600-células** (o análogo 4D do icosaedro).

## Na cultura popular
O tesserato é um conceito frequente na ficção científica e na cultura pop, muitas vezes retratado como um portal para outra dimensão, um meio de viagem interdimensional ou um objeto de poder incompreensível.
- Literatura: No livro Uma Dobra no Tempo de Madeleine L'Engle, o "tesserato" é usado como um método para viajar instantaneamente através do espaço e do tempo. No conto de Robert A. Heinlein, "—And He Built a Crooked House—", um arquiteto constrói uma casa na forma da planificação de um tesserato, que acaba por colapsar na quarta dimensão.
- Cinema: No filme Interestelar (2014), o protagonista entra em um "Tesserato", uma construção quadridimensional que lhe permite interagir com o tempo como uma dimensão física. No Universo Cinematográfico Marvel, o "Tesseract" é um cubo cósmico de imenso poder, capaz de manipular o espaço.
- Arte: A pintura Crucificação (Corpus Hypercubus) (1954) de Salvador Dalí retrata Cristo sobre a planificação tridimensional de um tesserato.